# アチルソン・マゾーリ・デ・オリヴェイラ
アチルソン (Athirson) こと、アチルソン・マゾーリ・デ・オリヴェイラ（Athirson Mazzoli e Oliveira, 1977年1月16日 - ）は、ブラジル・リオデジャネイロ出身の元同国代表サッカー選手。現サッカー指導者。
ブラジル代表で19試合に出場し、FIFAコンフェデレーションズカップ1999に出場した他、ユヴェントスFCにも在籍した。

## 経歴
CRフラメンゴで経験を積み、サントスFCを経由してイタリアのユヴェントスFCに移籍。しかし、5試合しか出場できないままフラメンゴに復帰。その後再び名を上げてバイエル・レバークーゼンへ移籍するが、やはり欧州のサッカーに適合できず、母国に復帰。その後、引退した。
代表では19試合に出場し、FIFAコンフェデレーションズカップ1999にも出場した。

## エピソード
- アレックスの引退試合に出場した[4]。
- 代表で共にプレーしたリバウドは、FCバルセロナ時代に「バルセロナはアチルソンを補強するべきだ」と言う旨の発言をしたことがある[5]。